# Подгорное (Гурьевский городской округ)
Подгорное — посёлок в Гурьевском городском округе Калининградской области. Входил в состав Низовского сельского поселения (упразднёно в 2014 году).

## История
Гамзау был основан в 1405 году.
В 1946 году Гамзау был переименован в поселок Подгорное.

## Население
| 2002 | 2010 |
| ---- | ---- |
| 12   | ↘8   |

В 1933 году в Гамзау проживало 244 человек, в 1939 году — 250 человек.